# Spergularia rubra
Spergulaire rouge, Sabline rouge
Espèce
Classification phylogénétique
Spergularia rubra, la Spergulaire rouge ou Sabline rouge, est une espèce de plantes herbacées annuelles ou bisannuelles de la famille des Caryophyllaceae.

## Description
- Feuilles inférieures disposées en rosette lâche.
- Tiges grêles étalées
- Fleurs  roses (3 mm) avec les pétales plus courts que les sépales.
- 7 à 10 étamines
- fruit : capsule

La floraison a lieu d'avril à août.
La spergulaire rouge peut être confondue avec la spergulaire pourpre. Mais cette dernière est plus méditerranéenne, et sa fleur possède des pétales plus grands que les sépales.

## Répartition et habitat
Eurasiatique, des régions tempérées. Moins fréquent en région méditerranéenne. Cette plante se rencontre dans les prés et sur le bords des chemins.

## Dénominations
Ce taxon porte en français les noms vernaculaires ou normalisés suivants : Spergulaire rouge,, Sabline rouge,.

## Systématique
Le nom correct complet (avec auteur) de ce taxon est Spergularia rubra (L.) J.Presl & C.Presl.
L'espèce a été initialement classée dans le genre Arenaria sous le basionyme Arenaria rubra L..
Spergularia rubra a pour synonymes :

- Alsine alpina Willk.
- Alsine radicans (C.Presl) Guss.
- Alsine rubra var. alpina Boiss.
- Alsine rubra var. glabrata Kabath
- Alsine rubra (L.) Crantz
- Alsine rubra (L.) Schreb., 1771
- Alsinella rubra (L.) Hartm.
- Arenaria campestris var. urbana H.Mart.
- Arenaria campestris (L.) All.
- Arenaria campestris H.Mart.
- Arenaria campestris L.
- Arenaria membranacea Gaterau
- Arenaria radicans (C.Presl) Spreng.
- Arenaria rubra subsp. campestris (L.) Ehrh.
- Arenaria rubra var. campestris L.
- Arenaria rubra var. canadensis Eaton
- Arenaria rubra var. pubera Lej. & Courtois
- Arenaria rubra L.
- Buda borealis S.Watson
- Buda campestris (L.) Kuntze
- Buda rubra (L.) Desv.
- Buda rubra (L.) Dumort.
- Corion radicans var. alpinum (Boiss.) Merino
- Corion radicans var. campestre (L.) Merino
- Corion radicans (C.Presl) Merino
- Corion rubrum (L.) N.E.Br.
- Fasciculus ruber (L.) Dulac
- Lepigonum anceps var. glandulosum Kindb.
- Lepigonum anceps Bartl.
- Lepigonum brevifolium var. anceps (Bartl.) Kindb.
- Lepigonum brevifolium var. laxiflorum (Bartl.) Kindb.
- Lepigonum brevifolium Bartl.
- Lepigonum diandrum (Guss.) Kindb.
- Lepigonum largiflorum F.Muell.
- Lepigonum largiflorum F.Muell. ex Kindb.
- Lepigonum laxiflorum Bartl.
- Lepigonum radicans (C.Presl) Kindb.
- Lepigonum rubrum var. gramineum H.Post
- Lepigonum rubrum var. perennans Kindb.
- Lepigonum rubrum var. radicans (C.Presl) Leffner
- Lepigonum rubrum (L.) Wahlenb.
- Lepigonum sperguloides Fisch. & C.A.Mey.
- Melargyra rosea Raf.
- Melargyra rubra (L.) Raf.
- Spergula campestris (L.) Murb.
- Spergula marina Dufour
- Spergula marina Dufour ex Steud.
- Spergula maxima Dufour
- Spergula maxima Dufour ex Steud.
- Spergula radicans (C.Presl) D.Dietr.
- Spergula rubra subsp. campestris (L.) Maire
- Spergula rubra subsp. radicans (J.Presl & C.Presl) O.Schwarz
- Spergula rubra (L.) Bartl.
- Spergula rubra (L.) D.Dietr.
- Spergularia alpina Willk.
- Spergularia anceps (Bartl.) Walp.
- Spergularia arenosa Foucaud
- Spergularia arenosa Foucaud ex Merino
- Spergularia borealis (S.Watson) B.L.Rob.
- Spergularia brevifolia (Bartl.) Walp.
- Spergularia campestris f. pubescens Hauman
- Spergularia campestris var. alpina (Boiss.) Gürke
- Spergularia campestris var. longipes (Lange) P.Fourn.
- Spergularia campestris var. radicans (C.Presl) Gürke
- Spergularia campestris (L.) Asch.
- Spergularia catalaunica P.Monnier
- Spergularia diandra Coss.
- Spergularia diandra Coss. ex Willk. & Lange
- Spergularia laxiflora (Bartl.) Walp.
- Spergularia longipes Nyman
- Spergularia lycia Monnier & Quézel
- Spergularia radicans var. campestris (L.) Samp.
- Spergularia radicans C.Presl
- Spergularia rubra subsp. alpina (Willk.) Losa & Rivas Goday
- Spergularia rubra subsp. campestris (L.) Celak.
- Spergularia rubra subsp. campestris (L.) Rouy & Foucaud
- Spergularia rubra subsp. radicans (J.Presl & C.Presl) Nyman
- Spergularia rubra subsp. radicans (J.Presl & C.Presl) O.Schwarz
- Spergularia rubra var. alpina (Boiss.) Willk.
- Spergularia rubra var. amurensis (Pomel) Batt.
- Spergularia rubra var. campestris (Kindb.) Batt.
- Spergularia rubra var. campestris (L.) Fenzl
- Spergularia rubra var. campestris A.Gray
- Spergularia rubra var. cuatrecasasii Sennen
- Spergularia rubra var. elongata (Fenzl) Hook.fil.
- Spergularia rubra var. glabrata (Kabath) Fiek
- Spergularia rubra var. longipes Lange
- Spergularia rubra var. parviflora Zapal.
- Spergularia rubra var. perennans B.L.Rob.
- Spergularia rubra var. stipularis Boiss.
- Spergularia rupestris var. elongata Fenzl
- Spergularia rupestris Fenzl
- Spergularia sperguloides (Fisch. & C.A.Mey.) Hausskn.
- Stipularia rubra (L.) Haw.
- Tissa campestris Pax, 1889
- Tissa rubra var. perennans (Kindb.) Greene
- Tissa rubra (L.) Brandegee
- Tissa rubra (L.) Britton